# Tijdsbestedingsonderzoek
Tijdsbestedingsonderzoek (ook wel tijdbudgetonderzoek) is onderzoek waarbij respondenten gevraagd wordt een dagboek bij te houden waarin per tijdseenheid de dominante activiteit wordt geregistreerd.
In Nederland werd sinds 1970 elke 5 jaar onderzoek gedaan naar de tijdsbesteding van Nederlanders. Het eerste onderzoek in deze traditie werd in 1970 uitgevoerd door Intomart in opdracht van de Nederlandse Omroep Stichting (NOS) en de STER. Toen dit onderzoek in 1975 herhaald werd bleken meerdere organisaties geïnteresseerd in deelname, waaronder het Sociaal en Cultureel Planbureau (SCP), Teleac en de Landbouwhogeschool Wageningen. In 2000 werkte het SCP voor dit onderzoek samen met de vakgroep Vrijetijdswetenschappen van de Universiteit van Tilburg, CEBUCO, NOS/Teleac en de Adviesdienst Verkeer&Vervoer van Rijkswaterstaat.

## Geschiedenis
Tijdsbesteding is in Nederland voor het eerst onderwerp van wetenschappelijke analyse in de jaren dertig van de 20e eeuw toen er onderzoek werd verricht naar de vrijetijdsbesteding van arbeiders. In deze periode was er sprake van toenemende werkloosheid en men vroeg zich af hoe de arbeiders zouden reageren op de gedwongen toename van de vrijetijd. Het onderzoek kan overigens niet representatief worden genoemd want het richtte zich op de tijdsbesteding van 621 goed geschoolde niet-werkloze arbeiders (Beckers, 1991). De sociologen A. Blonk, J. Kruyt en E. Hofstee publiceerden daarover in 1936.
In de jaren na de Tweede Wereldoorlog ontstond een discussie over het belang van een zinvolle vrijetijdsbesteding. Het Centraal Bureau voor de Statistiek (CBS) deed tijdsbudgetonderzoek in 1955 en 1962 en vervolgens weer in 1987/88 en 1997. De tussenliggende perioden zijn in de CBS-onderzoeken onregelmatiger en ook de opzet is niet steeds dezelfde geweest. Het onderzoek van 1955 en 1962/63 betrof de tijdsbesteding in de avond en het weekend (vanaf de zaterdagmiddag). In 1997 en 1999 werd in het POL (Periodiek onderzoek leefsituatie) respondenten gevraagd hun tijdsbesteding van de vorige dag verdeeld over 32 bezigheden op te geven.
Bij het SCP/NOS tijdbudgetonderzoek vanaf 1975 is sprake van een regelmaat van 5 jaar. Het geschiedde bovendien tot het onderzoek van 2005 op basis van een nagenoeg gelijk gebleven dagboekformaat, waardoor vergelijkingen in de tijd goed mogelijk zijn.
Naast het meten van de complete tijdsbesteding, is er ook onderzoek waarbij een bepaalde groep van activiteiten centraal staat. In dat geval spreekt men van een partiële of semi-tijdbudgetstudie. In het proefschrift ‘Regelmatig Onregelmatig’ van Koen Breedveld (1999) wordt het Dagrecreatie-onderzoek van het CBS van 1990 en 1995 beschouwd als een semi-tijdbudgetstudie, omdat niet iedere activiteit in een bepaalde periode, maar de activiteit ‘dagtochten’ centraal staan in het onderzoek.
In België dateert de eerste tijdsbestedingsstudie van 1966. De basis was een enquête in de maanden januari tot april van 1966. In 1999 voerde de onderzoeksgroep TOR van de vakgroep sociologie van de Vrije Universiteit Brussel een grootschalig tijdsbudgetonderzoek uit bij een steekproef van de Vlaamse bevolking. Ook het Nationaal Instituut voor de Statistiek voerde in 1999 een omvangrijke tijdsbudgetstudie uit (Glorieux en Vanderweyer, 2002).

## Methode
Het Sociaal en Cultureel Planbureau bedient zich bij het tijdsbestedingsonderzoek van de dagboekmethode. Daarbij wordt aan de deelnemers gevraagd gedurende een week in oktober van alle gebeurtenissen tijdstip en duur vast te leggen in een dagboek. Zo ontstaat een complete tijd-boekhouding. Om de gegevens vergelijkbaar te maken, beschikken de respondenten over een genummerde en gerubriceerde lijst van bezigheden. Per kwartier moeten ze aangeven wat de belangrijkste bezigheid was. De lijst kent meer dan 200 soorten bezigheden, onderverdeeld in 10 rubrieken. Bovendien voor elk kwartier gevraagd waar men zich op dat moment bevond.
Het aantal personen dat meewerkt aan dit omvangrijke onderzoek was in 2005 2200 (in 1975 was dat 1309).
In 2006 is de opzet van het tijdsbestedingsonderzoek van het SCP en partners gewijzigd. Men volgde daarvoor de richtlijnen van Eurostat neergelegd in Hetus (Harmonized European Time Use Studies), waardoor de uitkomsten internationaal beter vergelijkbaar worden. In deze opzet geschieden de ondervragingen het gehele jaar inclusief de vakantieperioden en wordt er meer aandacht geschonken aan wat men tegelijk in een bepaalde tijdseenheid doet. De tijdseenheid is teruggebracht tot 10 minuten en een ander verschil met het tijdsbestedingsonderzoek van vóór 2005 is dat de respondenten de tijdsbesteding in hun eigen woorden kunnen omschrijven.
Het voordeel van de dagboekmethode is de grote vergelijkbaarheid van de gegevens over een reeks van jaren. De standaardisering van de meeteenheid (kwartier) maakt dat activiteiten niet gauw worden vergeten bij het invullen van het dagboek. Bovendien ontstaat een gedetailleerd beeld van de tijdsbesteding.
De methode kent ook nadelen. Ze is zeer kostbaar en vergt veel van de betrokken respondenten. Het laatste is ook een van de oorzaken van de relatief hoge non-response. Doordat men de onderzoeksperiode heeft beperkt tot een specifieke week in oktober, vallen bepaalde activiteiten (die bijvoorbeeld alleen in de zomer of de winter voorkomen) buiten de registratie. Dit probleem is verholpen bij de HETUS-methode, waar het hele jaar door respondenten een dagboek bijhouden. Verder wordt aangevoerd dat het begrip tijd gereduceerd wordt tot een dimensie. Maar tijd is meer dan alleen kloktijd. Het is ook een subjectief ervaren begrip.